# Rathaus (Opole)

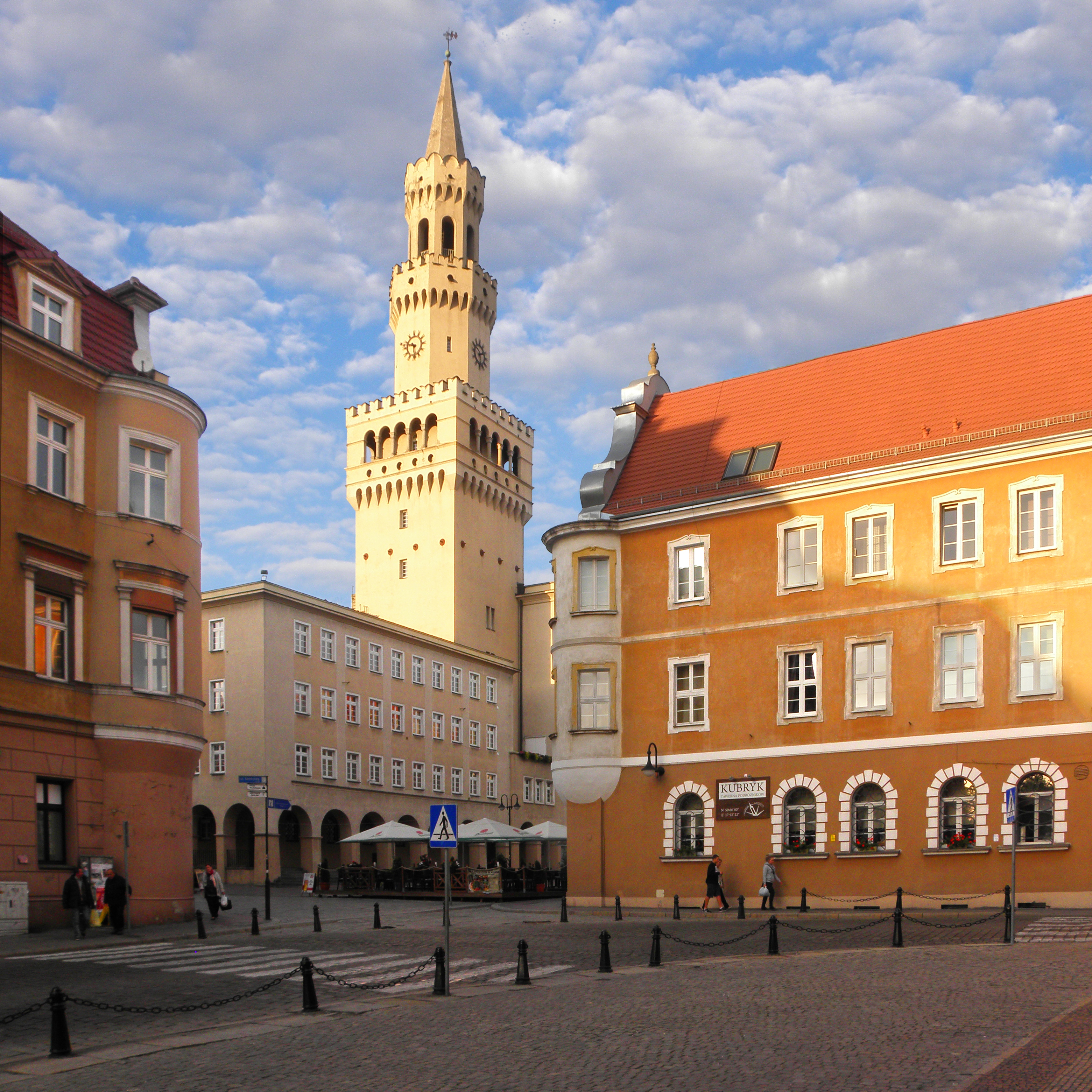
Das Oppelner Rathaus

Das Rathaus in Oppeln befindet sich in der Mitte des rechteckigen Ringes, dem Oppelner Marktplatz. Im 14. Jahrhundert zunächst als Holzbau erwähnt, erhielt es im 16. Jahrhundert eine steinerne Fassade. Seine heutige klassizistische Gestalt bekam das Gebäude zu Beginn des 19. Jahrhunderts. Der ehemals barocke Rathausturm wurde erst 1863 durch den heutigen ersetzt, der dem Palazzo Vecchio in Florenz nachempfunden ist.

## Geschichte

### Mittelalter

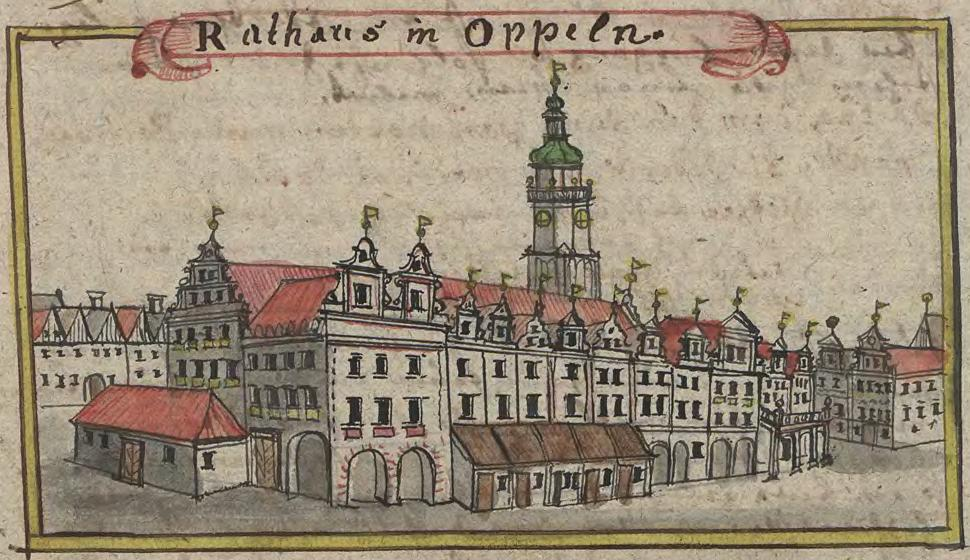
Rathaus im 18. Jahrhundert

Ende des 13. Jahrhunderts bis Mitte des 14. Jahrhunderts entstanden in ganz Schlesien die ersten Rathäuser. In der Regel wurden sie in der Mitte des Marktes bzw. dem Ring gebaut, so auch das Oppelner Rathaus. Die erste Erwähnung eines Gebäudes auf diesem Platz stammt aus dem Jahr 1308, welches ein aus Holz errichtetes Kaufmannshaus war. Schon damals tagte hier der erste Stadtrat der Stadt, der aus vier Personen bestand. Mit der Zeit wurde es ausgebaut und zu einem Rathaus umfunktioniert. Man vermutet, dass dies zur Zeit der Vergabe der Magdeburger Rechte (1352) geschah.
Im 15./16. Jahrhundert wurde der Holzbau durch ein aus Ziegelsteinen erbautes Gebäude ersetzt. In diesem neuen Gebäude befand sich ein großer Saal mit gotischen Kreuz- und Rippengewölben. Seine Decke war ebenfalls mit Fresken bestückt. Er trug den Namen „Fürstensaal“. Zur gleichen Zeit befand sich im Keller des Gebäudes bereits eine Gaststätte, die unter dem Namen „Schweidnitzer Keller“ bekannt war. Hier wurde Bier aus der Stadt Schweidnitz (Świdnica) ausgeschenkt.

### Neuzeit

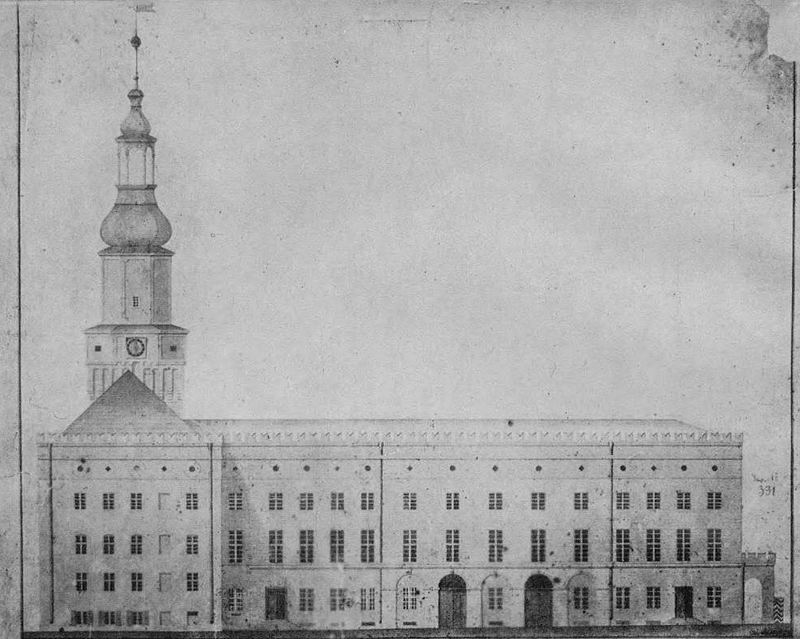
Plan vom Umbau des Rathauses in den 1820er Jahren mit barocken Turmhelm

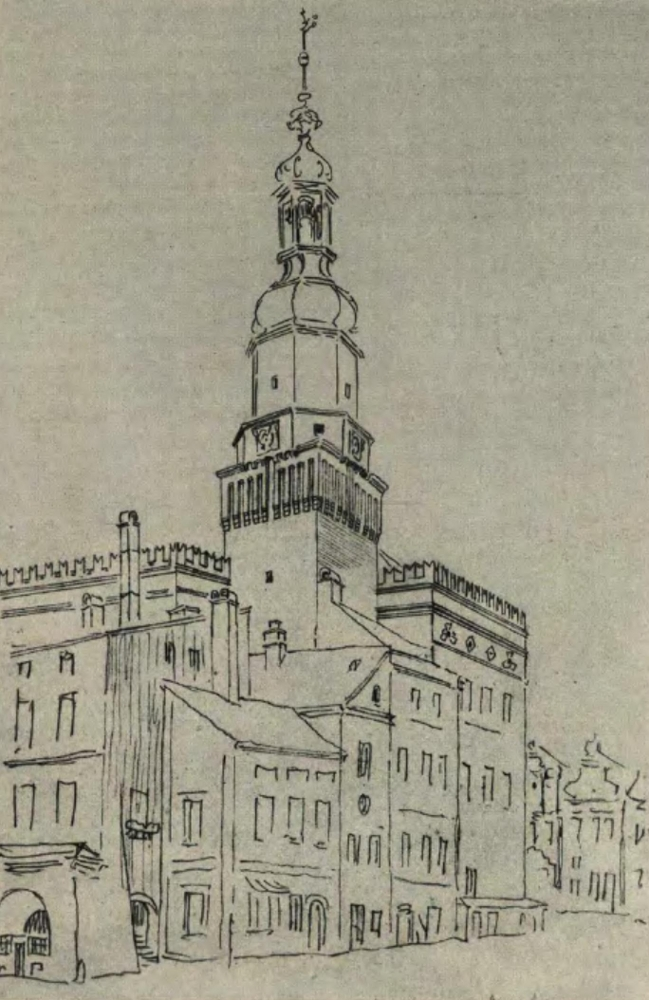
Zeichnung aus dem Jahr 1846 mit dem barocken Turmhelm

Aus dem Stadtregister von 1532/33 kann man entnehmen, dass sich an der westlichen Fassade des Gebäudes 13 Krämerhäuser befanden. In der Mitte des gleichen Jahrhunderts erhielt der Rathausturm eine Uhr mit den Ziffern von 1 bis 24, wobei 1566 eine Uhrglocke hinzugefügt wurde, die zu jeden vollen Stunde läutete. Sie befindet sich heute im Museum des Oppelner Schlesiens. Im Jahr 1581 begann der Umbau des Rathauses, da es stark beschädigt und einsturzgefährdet war. 1591 konnte dieser Neubau eingeweiht werden.
Während eines sehr heißen Sommers im Jahr 1615 kam es zu einem großen Brand in Oppeln. Dabei verbrannten die Häuser am Ring, das Rathaus und weitere Bauten der Stadt. Bereits 1619 wurde das Rathaus wieder fertiggestellt. Gegen Ende des 17. Jahrhunderts kam es zu mehrfachen Renovierungen des Gebäudes, so des Rathausturmes, des Rathausdaches und des Rathaussaales.
Im Jahr 1739 kam es erneut zu einem großen Stadtbrand. Dabei fielen von den 210 Häusern in der Stadt 135 den Flammen zum Opfer, darunter erneut das Rathaus. Dabei zerstörte das Feuer den Rathausturm, die Außentreppen und den gesamten Innenraum. Nur die Außenmauern blieben stehen. Bereits zwei Jahre später konnte das Rathaus samt Rathausturm wiederhergestellt werden. 1751 befanden sich in den unteren Stockwerken folgende Räume im Rathaus: ein Keller mit Alkoholausschank, ein Gefängnis, ein Raum für die Tuchhändler und der große Saal.
Zu Beginn des 19. Jahrhunderts kam eine Diskussion über den Neubau des Rathauses auf. Die Stadt bat zunächst um Mittel aus der Regierungskasse. Dies wurde jedoch abgelehnt. Erst im Jahr 1818 ließ die Regierung nach und erteilte der Stadt die notwendigen Mittel. Am 3. Oktober 1818 konnte dann der Grundstein für das neue Rathaus gelegt werden. Der Turm selber blieb aber erhalten. Bei den Schlussarbeiten stand Karl Friedrich Schinkel der Stadt als Berater zur Seite. Am 3. Februar konnte das neue Rathausgebäude feierlich eingeweiht werden. Nachdem 1860 bekannt geworden war, dass der Rathausturm saniert werden müsse, entschied man sich zu einem Neubau. Im Jahr 1863 begannen die Arbeiten. Der obere Teil wurde abgerissen, nur die Fundamente blieben bestehen. Der ehemals barocke Turm wurde dabei in Anlehnung an den Stil des Palazzo Vecchio in Florenz umgestaltet.

### 20. Jahrhundert

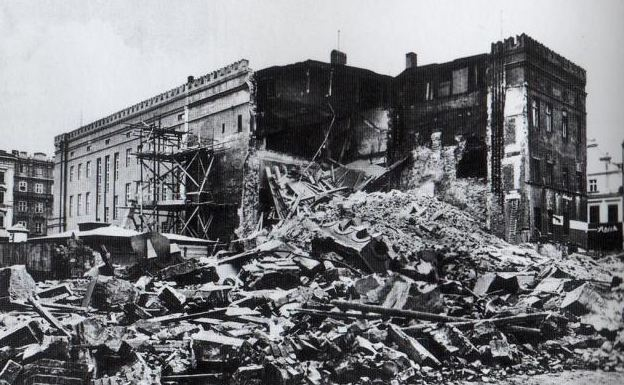
Der eingestürzte Rathausturm 1934

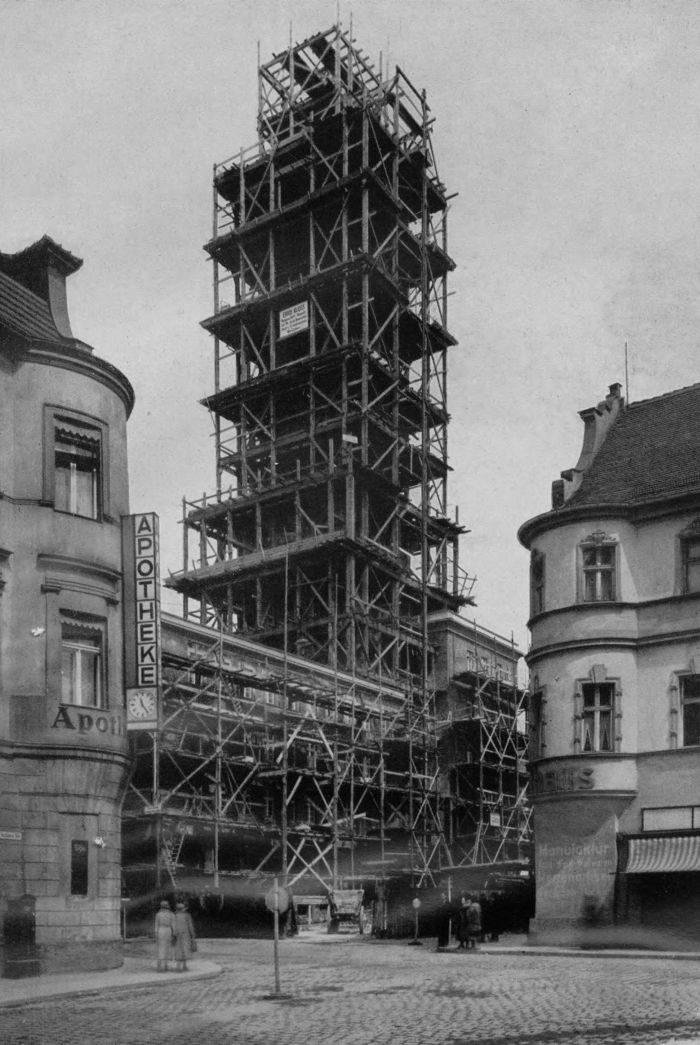
Wiederaufbau des Turmes 1936

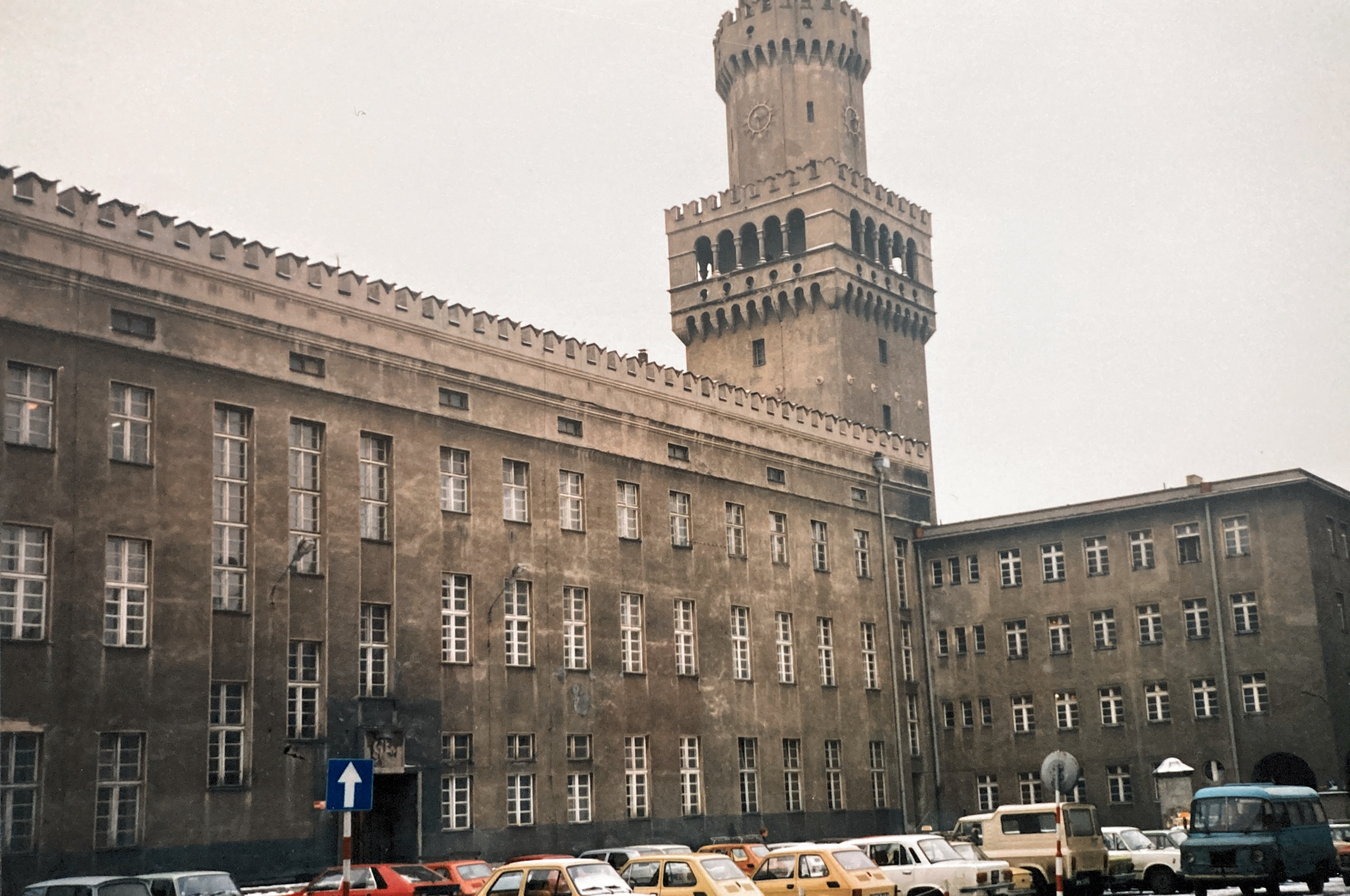
Rathaus 1990

Zu Beginn des 20. Jahrhunderts kam es zu der Bestrebung, das Rathaus erneut umzugestalten. Jedoch konnten die Pläne nicht weiterverfolgt werden, da der Erste Weltkrieg dazwischenkam. Erst in den Jahren 1933 bis 1936 wurde das Rathaus erneut umgebaut. Dabei wurden die an der westlichen Seite des Gebäudes gelegenen Krämerhäuser abgerissen. Nachdem die südlichen Krämerhäuser abgerissen worden waren, kam es zum Einsturz des Rathausturmes. Durch das Fehlen der Häuser hatte der Turm seine Stützen verloren. Bei dem Einsturz wurde ebenfalls der historische Fürstensaal zum großen Teil zerstört. 1934 begann man mit dem Neubau des 60 m hohen Turmes, der 1936 fertiggestellt wurde. Die große Einweihung des gesamten Rathauses fand am 18. Oktober 1936 statt. Aus diesem Anlass wurde auf der Südseite des Ringes ein Denkmal für Friedrich den Großen aufgestellt.
Im Zweiten Weltkrieg wurde das Rathaus kaum beschädigt. Dafür wurde der Großteil der Häuser am Ring zerstört. Nachdem auch Oppeln polnisch geworden war, wurde am 6. April das Denkmal von Friedrich dem Großen abmontiert und eingeschmolzen. Seit 1964 wird der Rathausturm beleuchtet. 1968 wurde der Sitzungssaal modernisiert. Bei dem Oderhochwasser 1997 wurde das Rathaus zwar nicht überschwemmt, aber durch das hohe Grundwasser wurde die Fundamente leicht beschädigt. Dies führte dazu, dass man die nördlichen Mauern verankern musste. Seit 1999 ist das Trompetensignal wieder ein fester Bestandteil der Stadt.

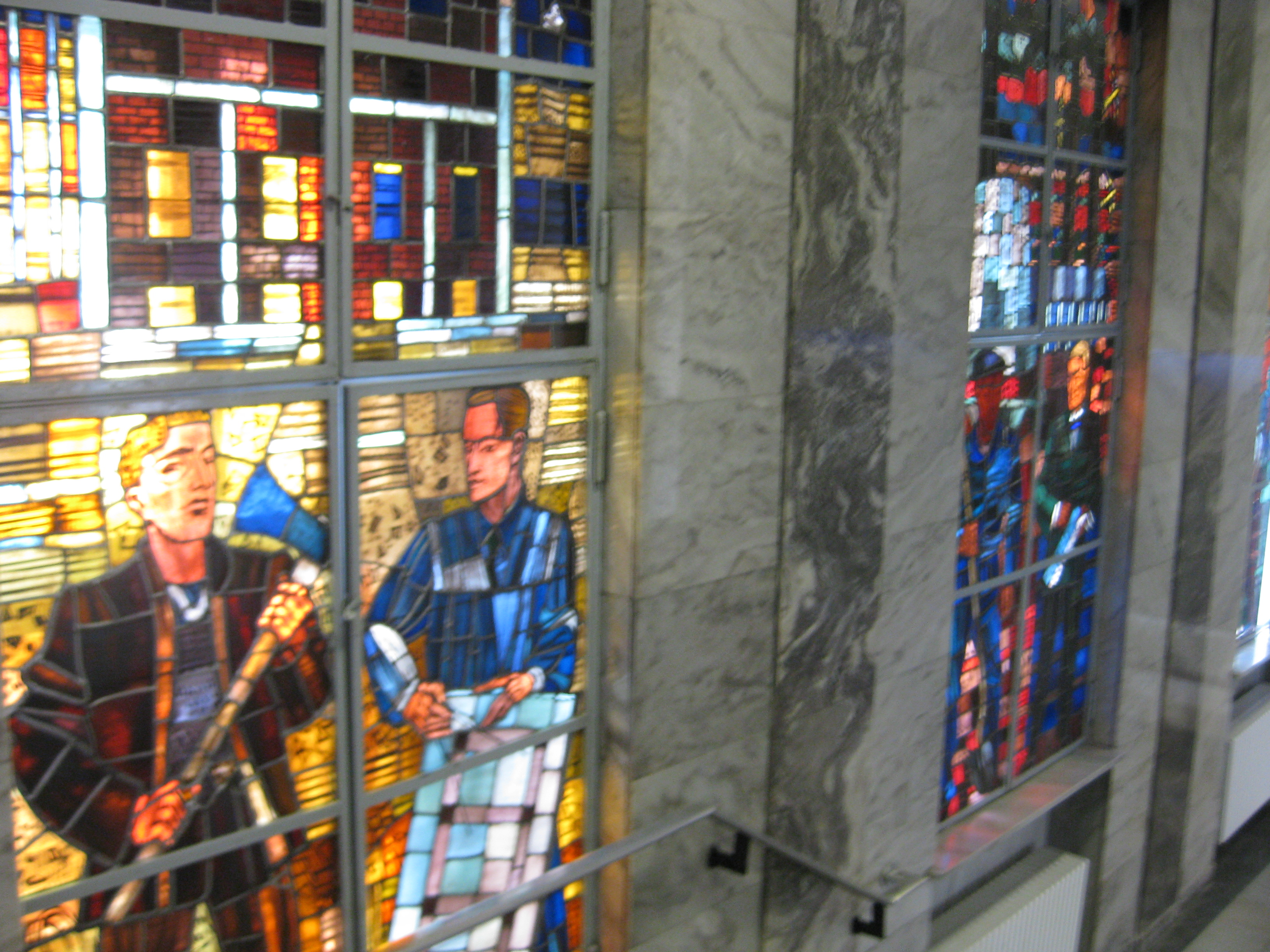
Innenraum
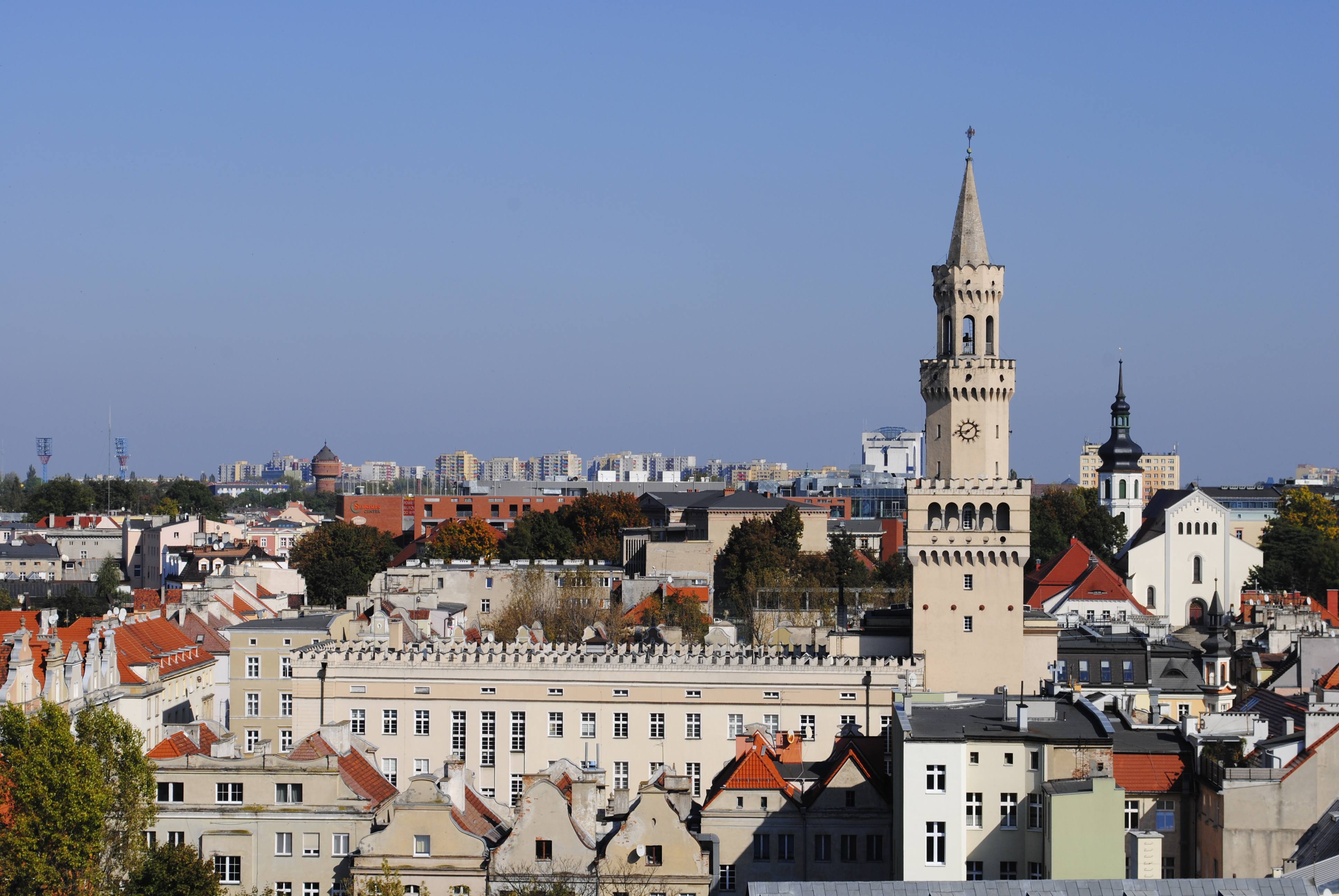
Gesehen vom Piastenturm
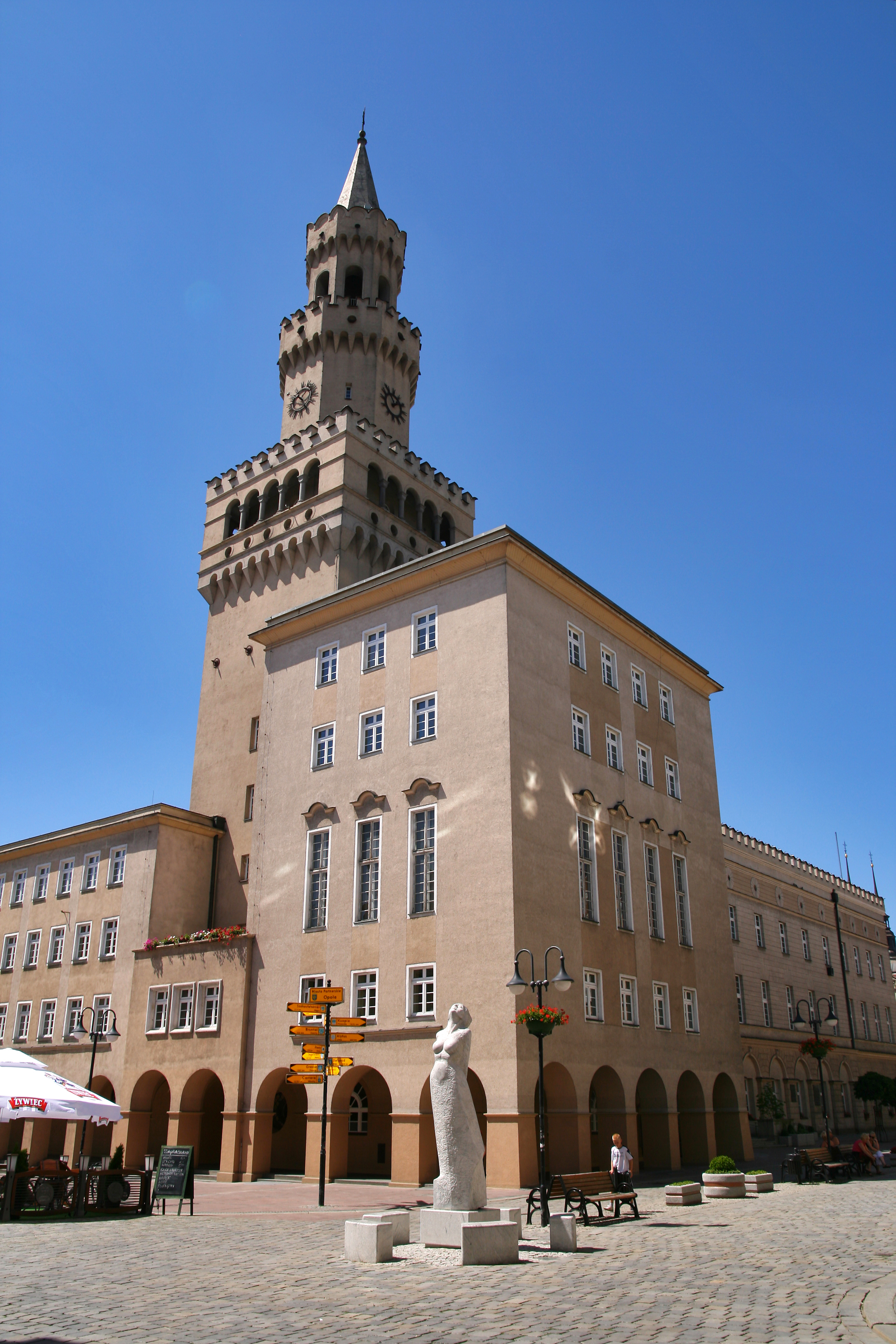
Sicht von Südost
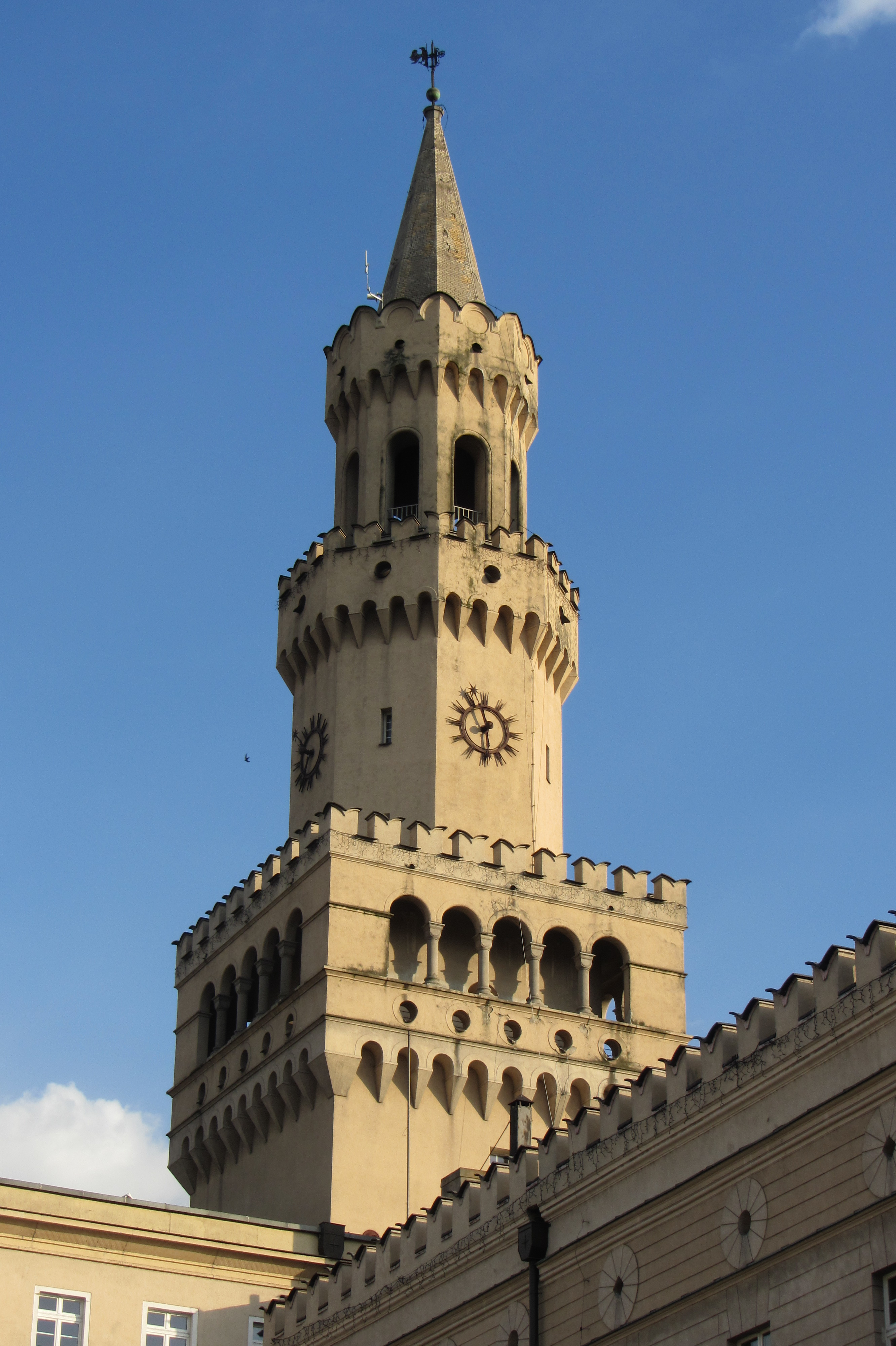
Detail des Turmes
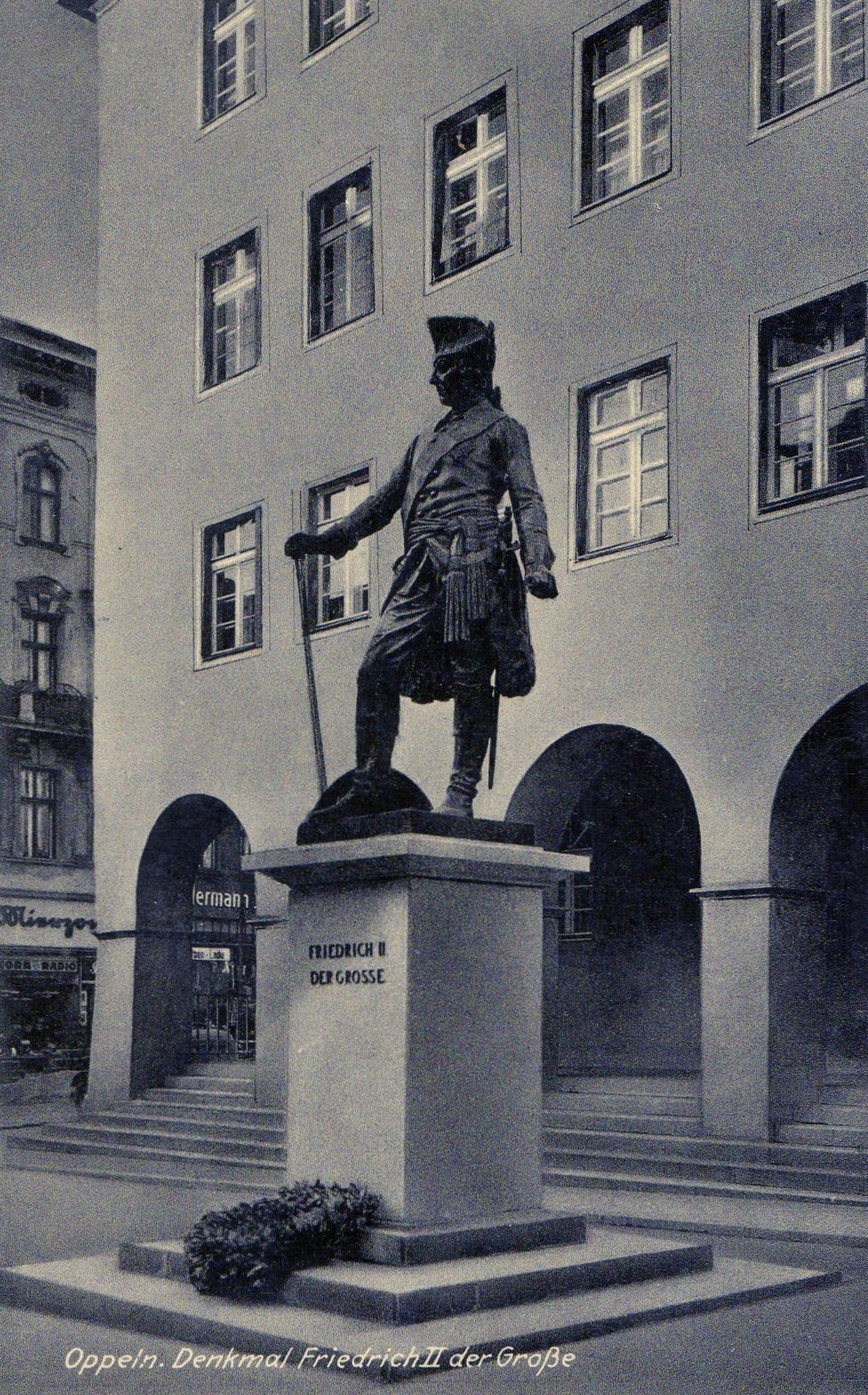
Denkmal für Friedrich den Großen